# Olga Hartman
Olga Hartman, född 1900, död 1974 var en amerikansk zoolog framförallt specialiserad på havsborstmaskar  och verksam på Allan Hancock Foundation vid University of Southern California.